# 9 Lazy 9
9 Lazy 9 là một nhóm nhạc điện tử của Ý, bao gồm Keir Fraserello, James Braddell (cũng của Funki Porcini và biểu diễn dưới danh nghĩa của Giacomo Braddellini), với Gianluca Petrella chơi trombone, Mishael Levron chơi guitar, Manù Bandettini chơi sáo và Adriano Tirelli chơi bassoon.

## Danh sách đĩa nhạc

### Album
- Paradise Blown (1994-03-01, Ninja Tune, Cat. no: ZEN9/ZENCD9, 2xLP/CD)
- Electric Lazyland (1994-11-14, Ninja Tune, Cat. no: ZEN14/ZENCD14, 2xLP/CD)[1]
- The Herb (1995, Shadow Records, Cat. no: SDW002-2, CD)
- Sweet Jones (2003–06, Ninja Tune, Cat. no: ZEN79/ZENCD79, LP/CD)[2][3]
- Beds of a Land (2009–12, Independent, 9lazy9 Bandcamp)

### Đĩa đơn
- Take Nine (1993, Ninja Tune, Cat. no: ZEN1217, 12")
- In The Mood (as 8 Lazy Bastards)  (1993, Beat Bop Records, Cat. no: BBOP 003, 12")
- Black Jesus (1994, Ninja Tune, Cat. no: ZEN1222, 12")
- Electric Lazyland (Journeyman mix)  (1995.11, Ninja Tune, Cat. no: ZEN1238, 12")

### Tổng hợp
- Train (Marden Hill Remix) on Ninja Cuts - Funkjazztical Tricknology (1995-03-10, Ninja Tune, Cat. no: ZEN15/ZEN15R/ZENCD15, 2xLP/3xLP/CD)

### Remix
- Cybophonia - Azona Pop (9 Lazy 9 Remix) on Azona Pop (2001, Irma Records/Irma On Canvas, Cat. no: IC 201, 12")
- Pressure Drop - Back2Back (Surya vs 9 Lazy 9 Remix) on Food Of Love (2001, One Eye Records, Cat. no: 1I LP001, 3x12")